# Pathāmāri
Pathāmāri är en ort i Indien.   Den ligger i distriktet Kishanganj och delstaten Bihar, i den nordöstra delen av landet, 1 100 km öster om huvudstaden New Delhi. Pathāmāri ligger 69 meter över havet och antalet invånare är 3 439.
Terrängen runt Pathāmāri är mycket platt, och sluttar söderut. Runt Pathāmāri är det tätbefolkat, med 636 invånare per kvadratkilometer. Närmaste större samhälle är Islāmpur, 19,2 km sydost om Pathāmāri. Trakten runt Pathāmāri består till största delen av jordbruksmark.